# Le Nordir
Le Nordir est une maison d'édition canadienne spécialisée dans la littérature franco-ontarienne.

## Histoire
Fondée en 1988 à Hearst par Robert Yergeau et Jacques Poirier, puis établie à Ottawa, elle a cessé ses activités en 2012 après la mort de son fondateur,,. 
La maison d'édition a d'abord été enregistrée en 1988 en tant qu'entreprise à but lucratif. Elle est devenue en 1996 une maison d'édition à but non lucratif. 
Les publications de la maison d'édition s'orientent sur le travail d'écrivaines et d'écrivains francophones en Ontario ou dont les livres portent sur un aspect ou l'autre de l'Ontario. Le Nordir privilégie la création et la réflexion. La maison d'édition désire s’éloigner de l’esthétique plus identitaire de la première génération d’écrivains franco-ontariens. 
Le Nordir se spécialise en théâtre, en poésie et en essai. La majorité des écrivains ayant été publiés dans cette maison d'édition gravite autour d’Ottawa.  

## Publications
Le Nordir a publié plus de 150 livres et contribué à faire connaître des auteurs comme:
- Jacques Poirier;
- François Paré;
- Michel Ouellette;
- Stefan Psenak;
- Daniel Poliquin;
- Marie-Andrée Michaud;
- Tina Charlebois;
- Annette Hayward;
- Daniel Marchildon;
- Herménégilde Chiasson;
- Andrée Christensen;
- Patrick Leroux;
- Guy Lizotte;
- Lucie Hotte;
- Aurélie Resch;
- Margaret Michèle Cook;
- Pierre Raphaël Pelletier;
- Pierre-Paul Cormier;
- Paul-François Sylvestre;
- Denis Gratton;
- Roger Bernard;
- Linda Cardinal;
- Danielle Coulombe;
- Marco Dubé;
- Anne Gilbert;
- Yolande Grisé;
- Évelyne Voldeng;
- Doric Germain;
- Richard Léger;
- Hélène Beauchamp;
- Joël Beddows;
- Robert Yergeau;
- Gaston Tremblay.

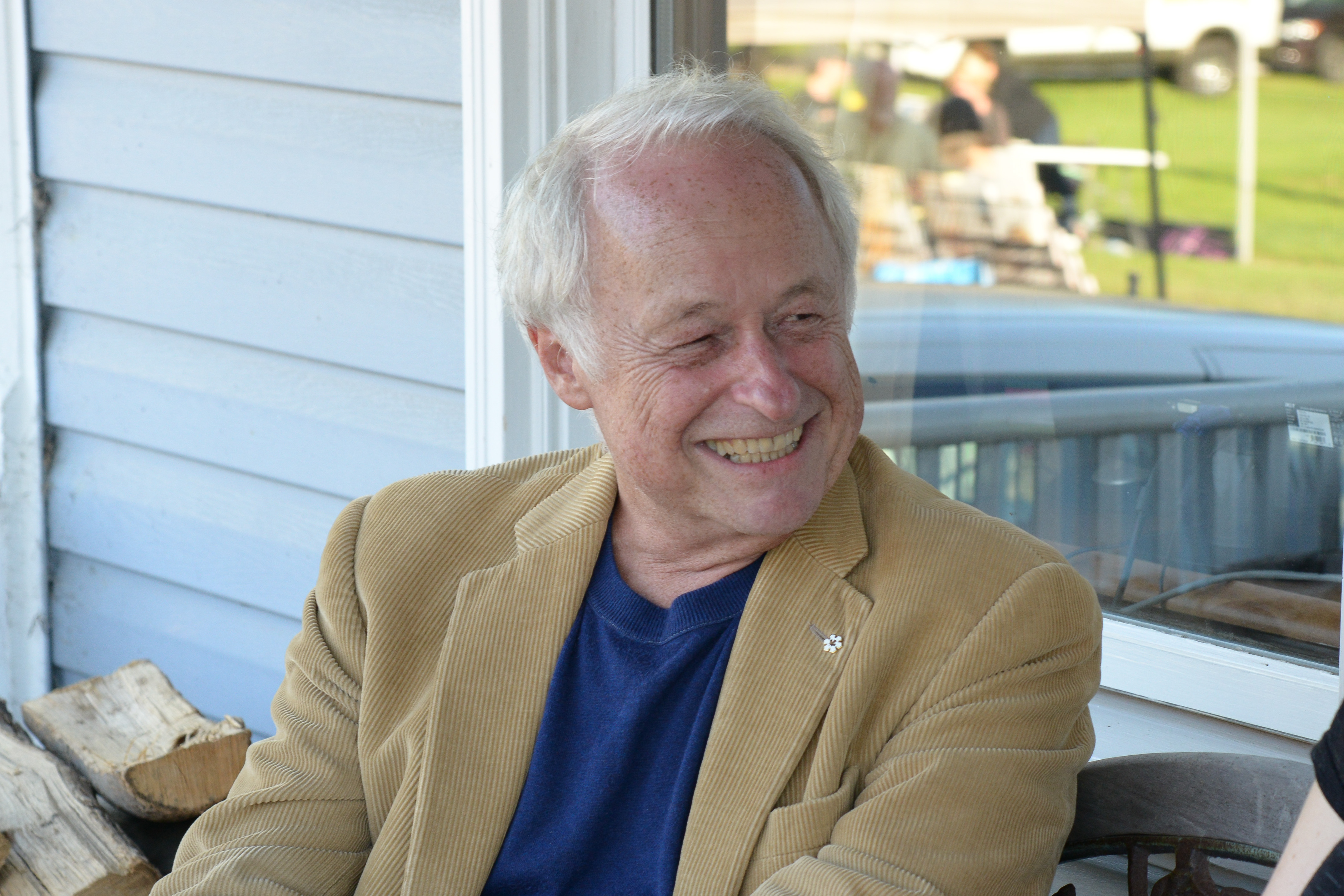
Daniel Poliquin - Eden Mills Writers Festival - 2016 (DanH-7914)

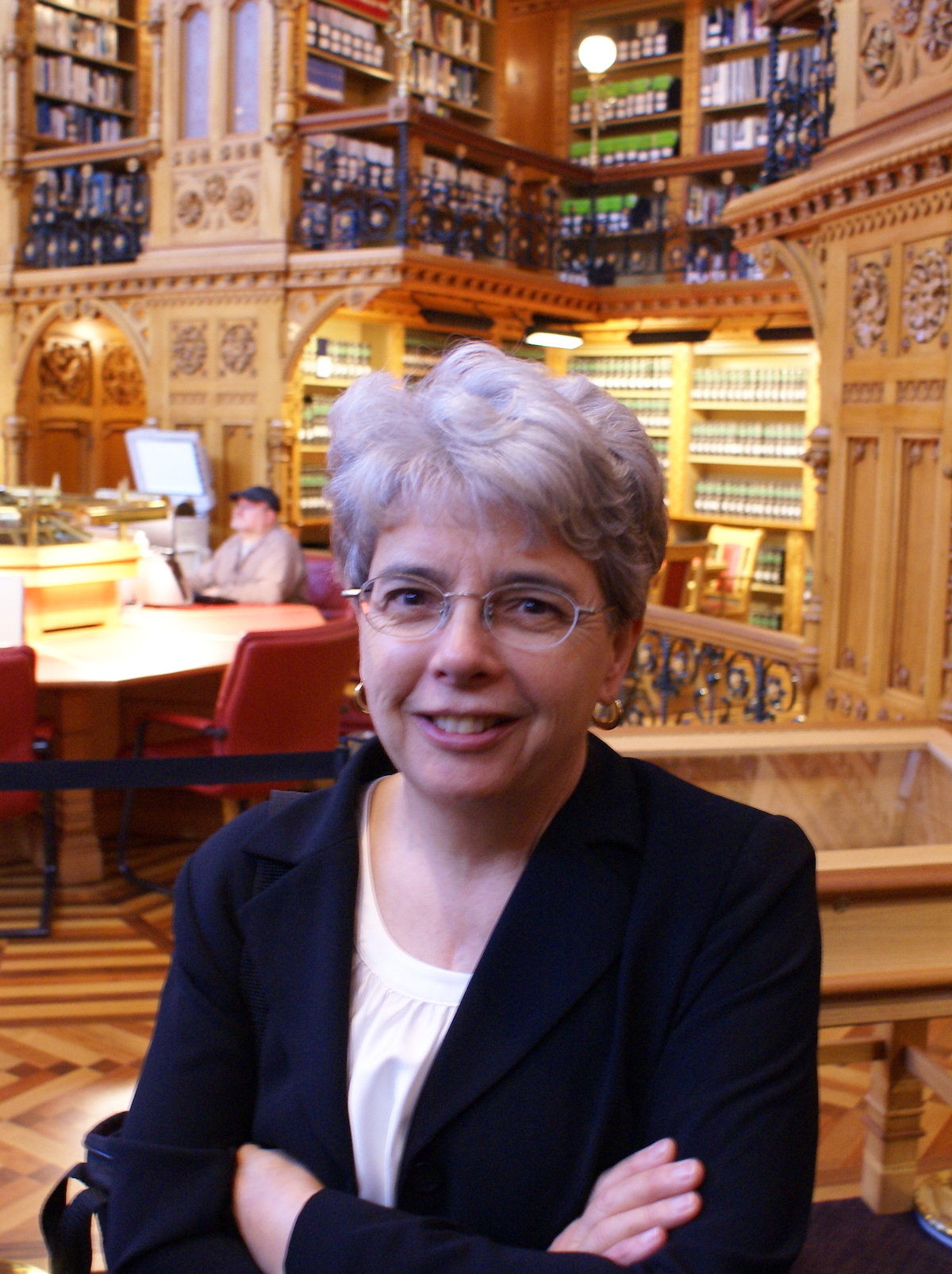
Annette Hayward

De 1988 à 1990, ils publient la revue de création et de réflexion Athmosphères fondée par Robert Yergeau (4 numéros). De 1998 à 2000, les Cahiers Éthier-Blais, consacrés à l'écrivain Jean-Éthier Blais (3 numéros). 
Le Nordir comporte les collections suivantes:  
- Rémanence (roman, nouvelle et récit);
- Résonance (poésie);
- Rappel (théâtre);
- Roger-Bernard (essai)[7]  ;
- Actes premiers (auteur de moins de 30 ans ou auteur d'un premier livre);
- Père Charles-Charlebois (ouvrages écrits par des journalistes ou portant sur des sujets liés aux médias)[8] ;
- BCF (Bibliothèque canadienne-française), dont l'objectif est de rendre disponibles à coût modique des œuvres importantes de la littérature canadienne-française;
- Débats actuels (sujets d'actualité).

## Prix
Les Éditions du Nordir ont été lauréats de plusieurs prix littéraires, dont les prix du Gouverneur général,
- Prix du journal Le Droit pour Le travail et l'espoir de Roger Bernard (1992);
- Prix Omer-Legault pour De Québécois à Ontarois de Roger Bernard (1988);
- Prix Omer-Legault pour Témoins d'errances en Ontario français de Fernand Dorais (1993);
- Prix de la Municipalité régionale d'Ottawa-Carleton pour Petites fugues pour une saison sèche de Gabrielle Poulin (1993);
- Prix de la Municipalité régionale d'Ottawa-Carleton pour Il faut crier l'injure de Pierre Raphaël Pelletier (qui remporte également le prix du salon du livre de Toronto la même année) (1999);
- Prix du Gouverneur général du Canada dans la catégorie « essai », pour Les littératures de l'exiguïté de François Paré (1993);
- Prix du Gouverneur général du Canada dans la catégorie « théâtre », pour French Town de Michel Ouellette (1994);
- Prix du Gouverneur général du Canada catégorie « études et essais », pour La querelle du régionalisme au Québec (1904-1931) d'Annette Hayward (également Prix Gabrielle-Roy la même année) (2007);
- Prix Émile-Nelligan pour Les jours sont trop longs pour se mentir de Marlène Belley (1995);
- Prix Odyssée, dans la catégorie « théâtre» pour La fuite comme un voyage de Stefan Psenak (2002);
- Prix Trillium pour Faux-fuyants, poésie, d'Éric Charlebois et Le testament du couturier théâtre, de Michel Ouellette (2003);
- Prix Trillium pour La distance habitée de François Paré;
- Prix Victor-Barbeau de l'Académie des lettres du Québec (2004).